# Ерменикьой (вилает Истанбул)
 Тази статия е за селото във Вилает Истанбул.  За селото във Вилает Одрин вижте Ерменикьой.  
Ерменикьой (на турски: İhsaniye) е село в Източна Тракия, Турция, Вилает Истанбул.

## География
Селото се намира на 18 км северно от Чаталджа.

## История
Ерменикьой е едно от старите български села в Чаталджанско. То присъства в статистиката на професор Любомир Милетич от 1912 г. като българско село, без по-подробна информация за жителите му.
По време на Балканската война в Ерменикьой е сформиран щаб на Трета българска армия, разположен е лагера на 4-та пехотна преславска дивизия и 4/4 полева болница.
След Междусъюзническата война, едно семейство (9 души) от селото (Ерменли) е настанено в Ямболска околия.

## Личности
Починали в Ерменикьой
- Георги Андреев Киров, български военен деец, младши подофицер, загинал през Балканската война на 7 ноември 1912 година[6]